# Gymnosoma iranica
Gymnosoma iranica là một loài ruồi trong họ Tachinidae.